# Nea Filadelfeia
Nea Filadelfeia (em grego:  Νέα Φιλαδέλφεια, Nova Filadélfia) é uma cidade da Grécia, localizada nos subúrbios ao norte de Atenas.
Desde a Reforma das divisões administrativas do país, colocada em prática em 2011, a cidade faz parte da municipalidade de Filadelfeia-Chalkidona, da qual é sede.

## Esportes
Está sendo construido na cidade o nome estádio do AEK, o Agia Sophia, com previsão de inauguração para 2022.

## Imagens

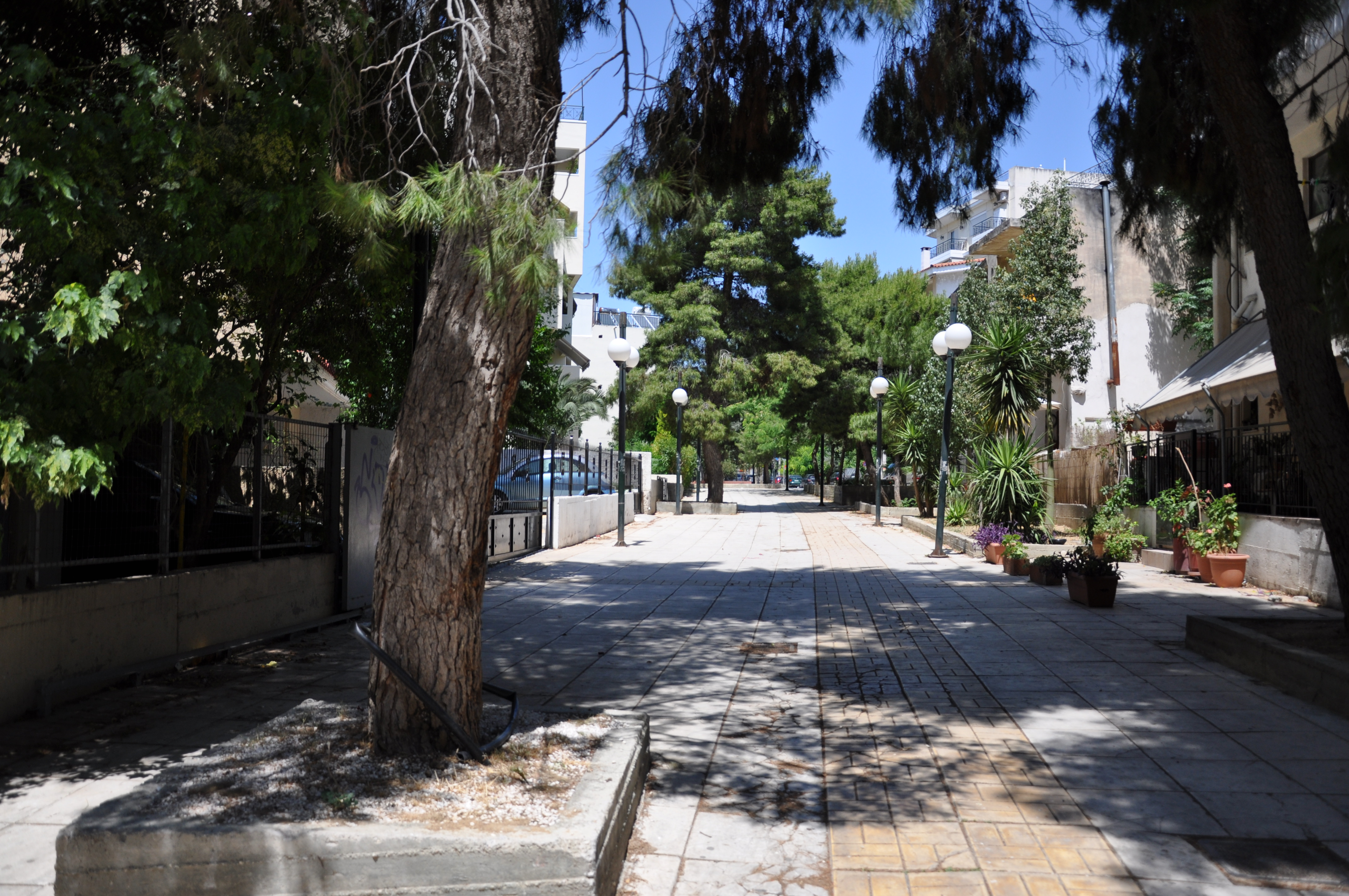
Rua Lavriou
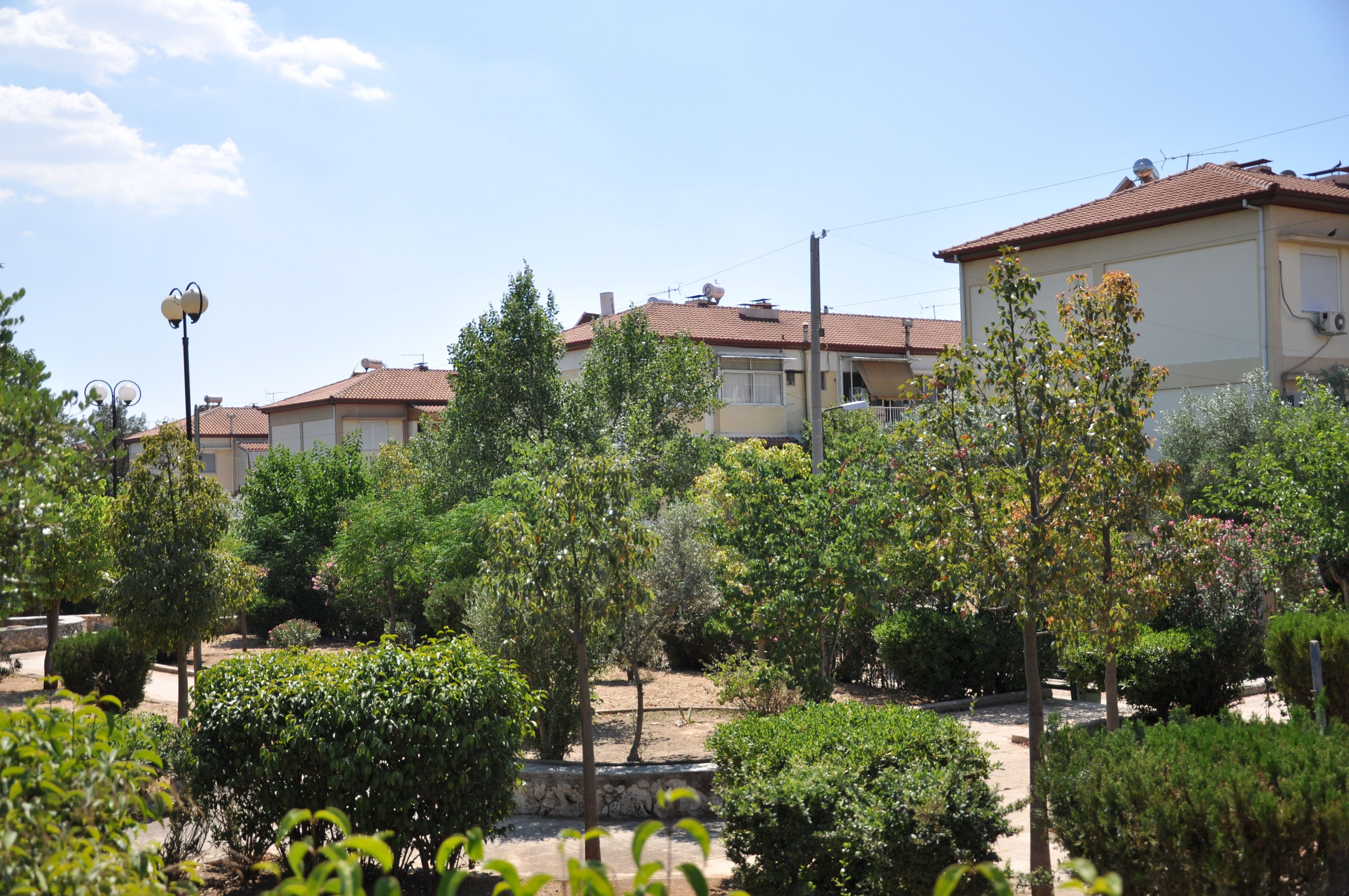
Complexo de Casas.
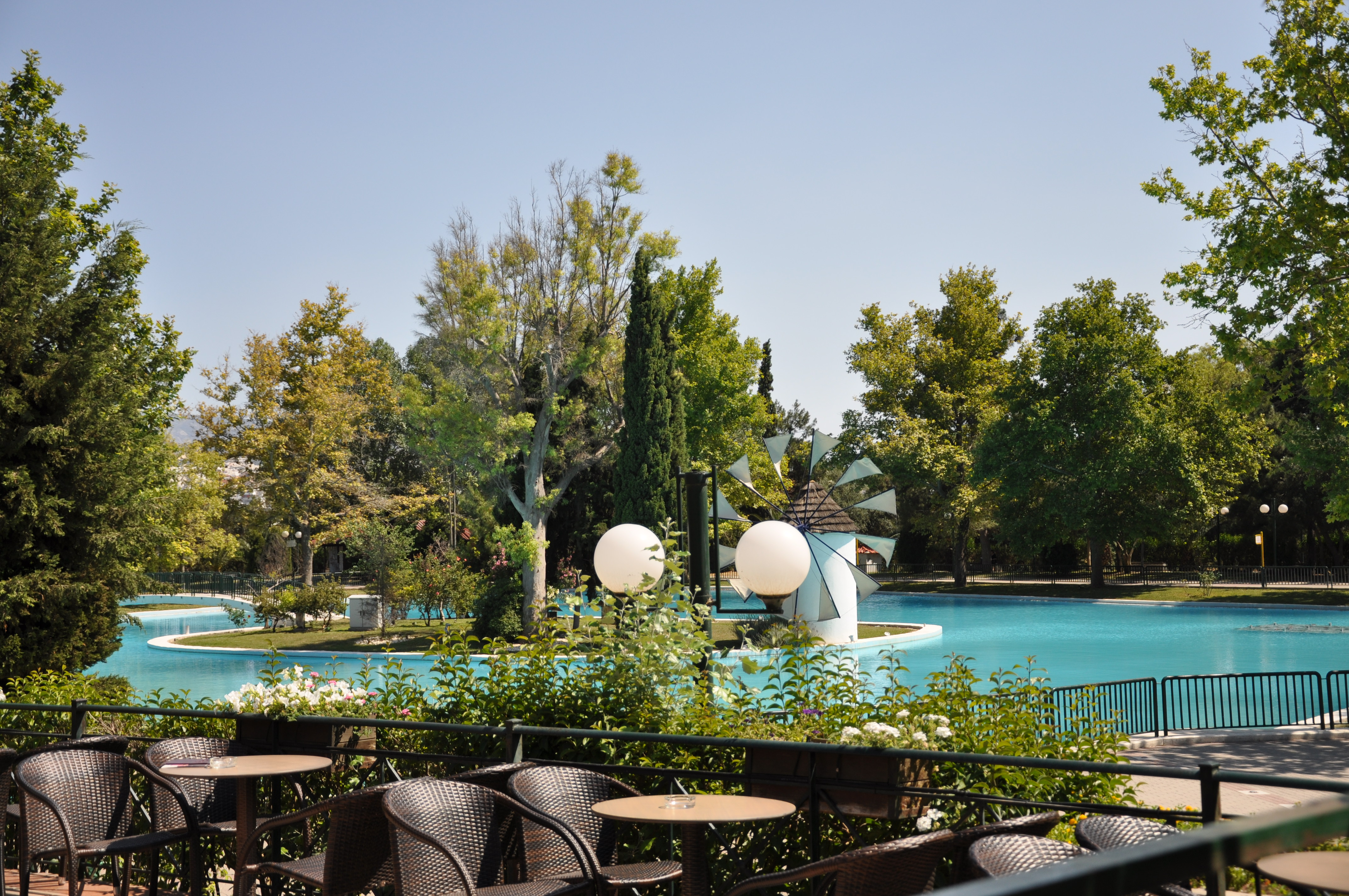
Lago artificial no parque de Nea Filadelfia
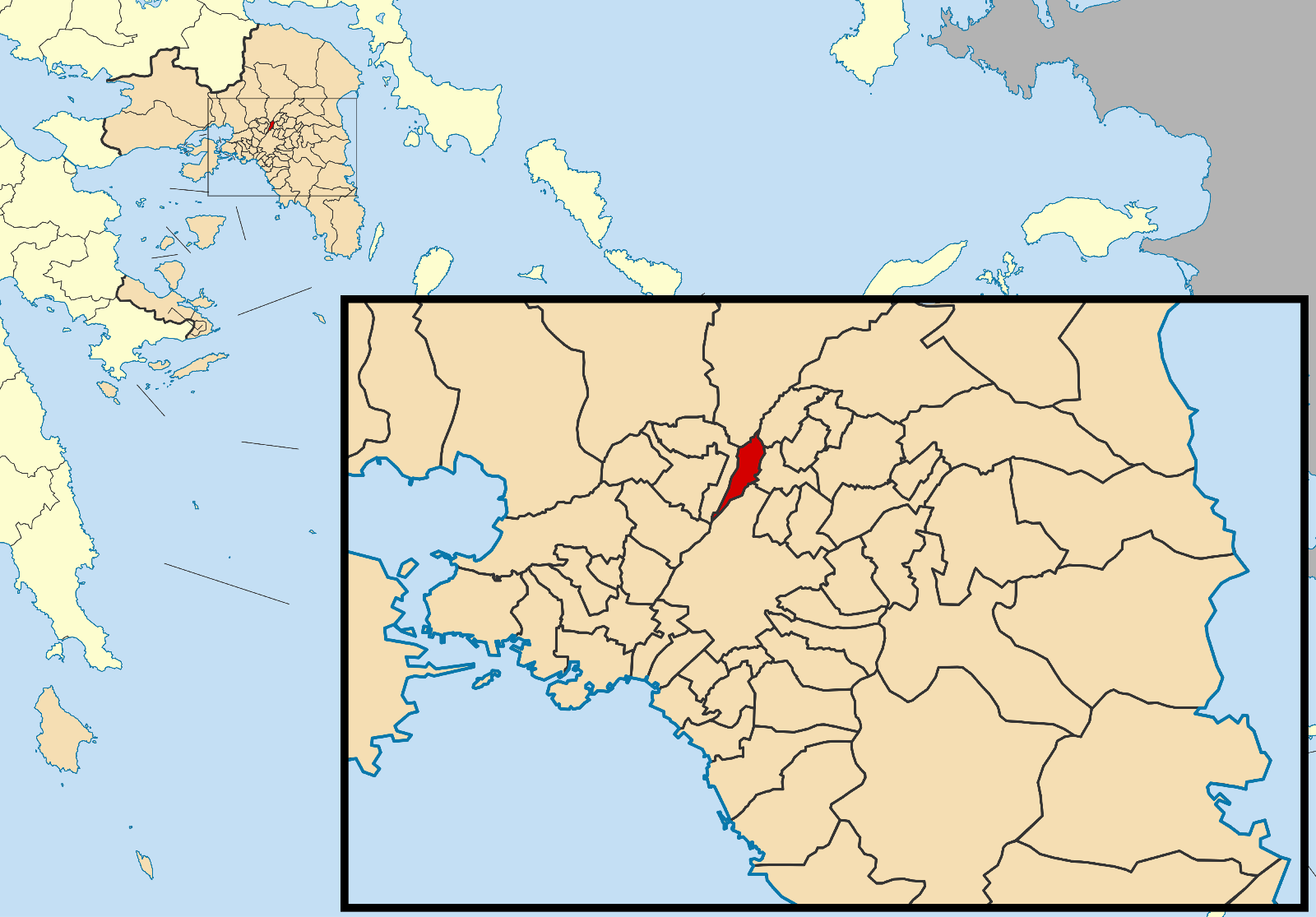
Municipalidade de Filadelfia - Chalkidona